# Prudnik
Prudnik este un oraș în Polonia.